# Питер Пэн (фильм, 2003)
«Питер Пэн» (англ. Peter Pan) — экранизация произведения Дж. Барри о Питере Пэне режиссёра П. Дж. Хогана. Является несколько вольным переложением классического сюжета о мальчике, который не хочет становиться взрослым.

## Сюжет
Дети семьи Дарлингов живут очень дружно, старшая сестра постоянно играет с братьями, обычно в пиратов, и рассказывает им сказки. Но взрослые решают, что дочери пора взрослеть, оставить детские глупости и готовиться к жизни взрослой девушки-невесты. Венди и мальчики очень огорчены, но вдруг им представляется возможность продлить детство — улететь с волшебным мальчиком Питером Пэном на остров Нетинебудет. Там, на острове, живут не только потерявшиеся мальчишки, храбрые индейцы и таинственные русалки, но также и пираты, во главе с капитаном Джеймсом Крюком, которому в своё время Питер отрубил в схватке правую руку.
Венди влюбляется в Питера, и тот, кажется ей, отвечает взаимностью, но внезапно оказывается, что для Питера их отношения — лишь игра, он не знает никаких чувств и не хочет знать. Венди в слезах убегает. Тем временем страдает от одиночества и несчастный капитан Крюк, который тоже прекрасно осведомлён о бесчувственности Пэна. Пират предлагает обиженной девочке место в команде на своём корабле, а сам решает убить Питера, чтобы навсегда от него избавиться.
Но надежды его тщетны, и в последнем сражении с Питером, которому помогла любовь Венди, Крюка ест крокодил. Венди с братьями и мальчишками Питера возвращаются к себе домой, где их давно и безнадёжно ждали родители. Они приглашали и Питера, но тот, как ни было ему грустно расставаться с Венди и друзьями, всё же остался самим собой — вечным мальчишкой.

## В ролях
| Актёр            | Роль                               |
| ---------------- | ---------------------------------- |
| Джереми Самптер  | Питер Пэн                          |
| Джейсон Айзекс   | мистер Дарлинг/капитан Джеймс Крюк |
| Рэйчел Хёрд-Вуд  | Венди Дарлинг                      |
| Гарри Ньюэлл     | Джон Дарлинг                       |
| Фредди Попплуэлл | Майкл Дарлинг                      |
| Людивин Санье    | Динь-Динь                          |
| Линн Редгрейв    | тётя Миллисент                     |
| Оливия Уильямс   | миссис Дарлинг                     |
| Джеффри Палмер   | сэр Эдвард Квиллер Куч             |
| Ричард Брирс     | Сми                                |
| Саффрон Берроуз  | взрослая Венди/рассказчик в фильме |